# Willow Rosenberg
Willow Danielle Rosenberg é uma personagem fictícia criada por Joss Whedon para a série televisiva Buffy the Vampire Slayer. Interpretada por Alyson Hanningan, que também desempenhou o papel em três episódios da série Angel, o spin-off de Buffy.
De religião judaica, Willow foi mais tarde uma das mais proeminentes personagens lésbicas da televisão americana. Em 2007, o site AOL a nomeou a maior bruxa da história da televisão, atrás de Samantha Stephens, a Feiticeira.